# Genival Saraiva de França
Genival Saraiva de França (ur. 3 kwietnia 1938 w Alcantil) – brazylijski duchowny katolicki, biskup Palmares w latach 2000-2014.

## Życiorys
święcenia kapłańskie przyjął 1 stycznia 1965 i został inkardynowany do diecezji Campina Grande. Był m.in. rektorem diecezjalnego seminarium (1965), proboszczem katedry i sekretarzem biskupim (1967) oraz koordynatorem duszpasterstwa diecezjalnego (1967-1970). W maju 1981 w związku z sediswakancją diecezji został jej wikariuszem kapitulnym. Funkcję tę pełnił do lipca tegoż roku.

### Episkopat
12 lipca 2000 został mianowany przez papieża Jana Pawła II biskupem diecezji Palmares. Sakry biskupiej udzielił 23 września tegoż roku bp Luís Gonzaga Fernandes.
19 marca 2014 przeszedł na emeryturę. Od 6 lipca 2016 do 20 maja 2017 pełnił funkcję administratora apostolskiego archidiecezji Paraíba.